# Prelog
Prelog este un oraș în cantonul Međimurje, Croația, având o populație de 7.815 locuitori (2011).

## Demografie
Componența etnică a orașului Prelog
     Croați (98,41%)
     Necunoscut (0,05%)
     Neclasificat (1,09%)
Componența confesională a orașului Prelog
     Catolici (96,33%)
     Fără religie și atei (1,32%)
     Necunoscută (1,55%)
     Alte religii (0,81%)
Conform recensământului din 2011, orașul Prelog avea 7.815 locuitori. Din punct de vedere etnic, majoritatea locuitorilor (98,41%) erau croați. Apartenența etnică nu este cunoscută în cazul a 0,05% din locuitori. Din punct de vedere confesional, majoritatea locuitorilor (96,33%) erau catolici, cu o minoritate de persoane fără religie și atei (1,32%). Pentru 1,55% din locuitori nu este cunoscută apartenența confesională.